# سیارک ۳۵۸۲
سیارک ۳۵۸۲ (به انگلیسی: 3582 Cyrano، نامگذاری:1986TT5) سه هزار و پانصد و هشتاد و دومین سیارک کشف شده‌است که در ۲ اکتبر ۱۹۸۶ کشف شد.
قدر مطلق سیارک برابر ۱۱٫۲۰ است.